# Os Miseráveis (1995)
Les Misérables (bra/prt: Os Miseráveis) é um filme de 1995 escrito, produzido e dirigido por Claude Lelouch. Situado na França durante a primeira metade do século XX, o filme fala de um homem pobre e analfabeto chamado Henri Fortin (Jean-Paul Belmondo), que é apresentado ao clássico romance de 1862 de Victor Hugo, Os Miseráveis, e começa a ver paralelos com o seu. vida. O filme ganhou o Globo de Ouro de melhor filme em língua estrangeira de 1995.

## Elenco
- Jean-Paul Belmondo como Henri Fortin
- Michel Boujenah como André Ziman
- Alessandra Martines como Elisa Ziman
- Salomé Lelouch como Salomé Ziman, criança
- Margot Abascal como Salomé Ziman, adulta
- Annie Girardot como Madame Thénardier
- Philippe Léotard como  Thénardier
- Clémentine Célarié como Catherine
- Philippe Khorsand como Policial
- Ticky Holgado como Bom Menino de Rua
- William Leymergie como Toureiffel
- Jean Marais como Msgr. Myriel
- Micheline Presle como Mãe Superior
- Sylvie Joly como a Hoteleira
- Daniel Toscan du Plantier como Count de Villeneuve
- Michaël Cohen como Marius
- Jacques Boudet como Médico
- Robert Hossein como Mestre de Cerimônia
- Darry Cowl como Livreiro
- Antoine Duléry como Moleque de Rua Louco
- Jacques Gamblin como Atendente de Igrega
- Joseph Malerba como o Bombeiro
- Pierre Vernier como Diretor da Prisão
- Nicolas Vogel como Le général de Verdun

No filme dentro do filme
- Jean-Paul Belmondo como Jean Valjean
- Rufus como Sr. Thénardier
- Nicole Croisille como Mme. Thénardier
- Clémentine Célarié como Fantine
- Philippe Khorsand como Javert

## Recepção
O filme recebeu críticas positivas da crítica com uma pontuação de 80% no Rotten Tomatoes. Roger Ebert escreveu que gostou da “liberdade expansiva e (a) energia de sua narrativa” desse filme. O jornal The Los Angeles Times chamou-o de “um filme de aparência espetacular” que “eventualmente se torna desnecessariamente prolongado” e acrescentou: “o elenco é firme ... mas Belmondo ... sai facilmente com o filme”. A revista Variety disse que foi o “mais poderoso dos hinos humanistas de Lelouch”, e Belmondo “deu uma das melhores perfurações de sua carreira”. Janet Maslin, que resenhou o filme para o The New York Times, queixou-se, entretanto, das “variações estranhas dos temas de Hugo”.

## Elogios
O filme ganhou o Globo de Ouro de melhor filme em língua estrangeira de 1995 e Annie Girardot ganhou o Prêmio César melhor atriz secundária de 1996.